# Соната для кларнета и фортепиано (Сен-Санс)
Соната для кларнета и фортепиано ми-бемоль мажор, op. 167 — сочинение Камиля Сен-Санса.
Соната создавалась в мае―июне 1921 года, в последний год жизни композитора. Первое издание было осуществлено в издательстве Дюран в ноябре того же года. Произведение посвящено профессору Парижской консерватории Огюсту Перье.
В сонате четыре части:
1. Allegretto. Размер 12/8.
2. Allegro animato. Размер 2/2.
3. Lento. Размер 3/2. Второй раздел части почти в точности повторяет первый, но на две октавы выше. Без перерыва переходит в четвёртую часть.
4. Molto allegro — Allegretto. Размер 4/4. В конце звучит реминисценция из первой части (12/8), формируя своеобразную «арку» и объединяя структуру всего сочинения.

Эта соната — вторая в триаде сочинений Сен-Санса для духовых инструментов и фортепиано вместе с Сонатой для гобоя, ор. 166, и Сонатой для фагота, ор. 168.